# Charles Earl Bowles
Charles Earl Bowles (Norfolk, Inglaterra, 1829 – 28 de febrero de 1888) más conocido como Black Bart, también llamado Black Bart the Poet (Black Bart el Poeta), fue uno de los atracadores de diligencias más raros del Salvaje Oeste. Nacido en Gran Bretaña, Black Bart era un hombre educado, conocido por sus modales y su gusto refinado. Es difícil creer que hubiera un forajido tan caballero en California y Oregón en las décadas de 1870 y 1880.
La leyenda cuenta que en dos ocasiones dejó poemas escritos en la escena del crimen, además, nunca le faltó encanto personal. En ninguno de sus crímenes llegó a disparar un arma, y todos ellos los cometió a pie a causa de su pánico a los caballos.

## Biografía
Charles Earl Bowles nació en Norfolk, Inglaterra, en 1829. Al cumplir los dos años de edad se muda al Condado de Jefferson, en Nueva York, junto a sus padres y sus 9 hermanos (3 hermanas y 6 hermanos). Allí su padre compró una granja.
Veinte años más tarde, en 1849, cegado por la fiebre del oro, se marcha con varios hermanos suyos a California. Como no tuvo éxito, volvió a su casa después de estar un año buscando oro.
En 1852 volvió a intentarlo, pero dos de sus hermanos fallecieron al poco tiempo de llegar a California, por lo que deja su labor como minero dos años más tarde, en 1854. En ese año se casa con Mary Elizabeth Johnson, con quien tuvo cuatro hijos. Tiempo después se establece como granjero en Decatur, Illinois.
Cuando estalla la Guerra de Secesión, el 13 de agosto de 1862, decide alistarse al ejército, en especial a la Compañía nº 116 del Regimiento de Illinois. En 1865 es nombrado Teniente.
Después de su servicio como Teniente, vuelve a trabajar para la granja que compró su padre, e intenta otra vez trabajar en la minería en 1867, esta vez en Bannack, Montana y en Idaho.
Cuatro años más tarde, en 1871, le manda una carta a su mujer, contándole que había tenido unos problemas con unos empleados de la Wells Fargo y que planeaba vengarse contra la compañía. Fue la única carta que Black Bart mandó a Mary Elizabeth, por lo que asumió que había sido asesinado por sus dirigentes.
Es en esta época, el 26 de julio de 1875, cuando inicia su carrera como criminal asaltando diligencias. Desde el 26 de julio de 1875 hasta el 3 de noviembre de 1883 comete aproximadamente un total de 28 asaltos. Fue detenido poco después y condenado a seis años en la cárcel penitenciaria de San Quintín. Tan solo cumplió cuatro años por presentar buena conducta.
Cuando salió de la cárcel, volvió a escribir una carta a su mujer contándole esta vez que estaba cansado y se sentía hostigado por la Wells Fargo.
Poco se sabe de la vida de Black Bart después de salir de la cárcel. Unas fuentes indican que volvió a las minas de Dakota o Montana. Otras fuentes indican que pasó sus últimos días en su casa de Nueva York, falleciendo en 1917.

### Papel en la Guerra de Secesión
Su apellido en la hoja de servicio aparece como Boles en vez de Bowles. Se alistó el 13 de agosto de 1862, y combatió en la Guerra de Secesión. En menos de un año llegó a convertirse en Sargento Primero, y participó en la Batalla de Vicksburg, donde fue gravemente herido. Antes de retirarse se convirtió en Teniente Primero y Teniente Segundo el 7 de junio de 1865.

### Problemas con la Wells Fargo
James B. Hume, agente de la Agencia Nacional de Detectives Pinkerton, fue el encargado de detener a Black Bart. La Wells Fargo solo pudo presentar pruebas por el último robo, y le costó solamente seis años en la cárcel. Debido a su buena conducta, solo cumplió cuatro.

## Muerte
Hay muchos rumores sobre la muerte del forajido. Según la Wells Fargo, lo asesinaron el 28 de febrero de 1888 después de intentar robar a la compañía, pero debido a que la mayoría de las veces los periódicos mentían sobre el asesinato de un forajido, ésta no iba a ser una excepción.
Otras fuentes indican que volvió a Montana o quizás a Nevada para trabajar como minero. El caso es que después de la cárcel volvió a su casa en Nueva York donde pasó sus últimos días hasta 1917.

## Poemas
Debido a que su primer atraco fue muy sencillo, se ahondó por esa carrera. En un atraco a un cochero, le pidió con un tono amable pero serio que le entregara la caja con dinero que transportaba. Amenazado, el cochero le entregó la caja, cogió todo el dinero y se fue. Cuando el cochero fue a recoger la caja vacía, encontró la siguiente nota:

He de pecar, he de robar.
Entre la espesura del bosque
Soy la sombra que se ha de esfumar,
Evitando el parque.
Black Bart

El que sigue es del 3 de  agosto de 1877:

Largo tiempo he trabajado
En esta santa tierra,
Demasiado he soportado
Malditos hijos de perra
Black Bart, 3 de agosto de 1877

El tercero data del 25 de julio de 1878:

Here I lay me down to sleep
To wait the coming morrow
Perhaps success, perhaps defeat
And everlasting sorrow.
Let come what will , I’ll try it on
My condition can’t be worse;
And there’s money in that box
Tis munny in my purse
Black Bart, 25 de julio de 1878

Al salir de la cárcel, un periodista le preguntó si volvería a delinquir, y ocurrió lo siguiente:

—¿Va a volver a delinquir?

—No, caballeros, he dejado el crimen— Dijo sonriendo
—¿Va a escribir más poesía?— Preguntó otro reportero

—¿No acabo de decir que he dejado el crimen?

## Cultura actual
En 1948 Universal Studios lanzó una película de serie B titulada Black Bart. Estuvo dirigida por George Sherman y el papel de Black Bart lo interpretó Dan Duryea. Estuvo levemente inspirada en Charles Bowles, pero no guardaba ningún tipo de relación con los hechos históricos.
En el videojuego western Call of Juarez: Gunslinger aparece una breve descripción sobre Black Bart.